# 訴諸富貴
訴諸富貴（英語：argument to the purse；拉丁語：argumentum ad crumenam）是一種起源謬誤，主張富貴者是成功的，其觀點才正確，貧賤者的觀點則是錯的。

## 示例
例一
新的稅制非常理想，只有那些窮光蛋會反對它。

## 相關概念
- 訴諸貧賤：主張貧賤者的觀點才可取，與訴諸富貴相反。

## 外部連結
- （英文）Logical Fallacy of Argument to the Purse / Argumentum Ad Crumenam / Appeal to Poverty / Argumentum ad Lazarum（页面存档备份，存于）